# Eutymiusz (Luca)
Eutymiusz, nazwisko świeckie Luca (ur. 9 listopada 1914 w Schitu, zm. 4 listopada 2014) – rumuński biskup prawosławny.

## Życiorys
W wieku dwudziestu lat wstąpił jako posłusznik do monasteru Slatina, następnie rozpoczął naukę w szkole teologicznej dla mnichów przy monasterze Cernica, uzyskując dyplom końcowy w 1941. W tym samym roku złożył wieczyste śluby mnisze w monasterze Ciolanu; następnie został hierodiakonem. W 1945 rozpoczął studia teologiczne na uniwersytecie w Suczawie; ukończył je w Instytucie Teologicznym Uniwersytetu w Bukareszcie. W 1947 został wyświęcony na hieromnicha. W 1949 uzyskał licencjat z wyróżnieniem. W tym samym roku powierzono mu kierowanie monasterem Bistrița-Neamț; w latach 1951-1960 był ponadto dziekanem (egzarchą) monasterów w eparchii Romanu i Huși. W 1966 otrzymał godność archimandryty i został przełożonym monasteru św. Jana Nowego w Suczawie. Pełniąc te obowiązki, rozpoczął prace nad odnową monasterskiego soboru św. Jerzego.
30 stycznia 1972 został wyświęcony na biskupa pomocniczego eparchii Romanu i Huși. Sześć lat później został ordynariuszem tejże administratury. W okresie kierowania przez niego administraturą wyremontowanych zostało wiele cerkwi i monasterów, w tym katedralny sobór św. Paraskiewy w Romanie i znajdujące się w nim XVI- i XVII-wieczne freski, zorganizował muzeum eparchialne.
W 2009 otrzymał godność arcybiskupa w związku z podniesieniem kierowanej przez niego administratury do rangi archieparchii. Na katedrze pozostał do śmierci w 2014. Został pochowany w sąsiedztwie soboru katedralnego w Romanie.